# ناصر الحزيمي
ناصر الحزيمي كاتب وباحث سعودي، يكتب في جريدة الرياض، وعرف بالمؤلفات التي حكى فيها علاقته عن مع الجماعة السلفية المحتسبة التي قادها جهيمان العتيبي وقامت باقتحام الحرم المكي، ومن أبرزها كتاب (أيام مع جهيمان: كنت مع الجماعة السلفية المحتسبة)، وكتاب (قصة وفكر المحتلين للمسجد الحرام). وله عدد من الإصدارت التي تهتم بالتراث العربي من بينها كتاب (حرق الكتب في التراث العربي).

## حياته
ولد في الزبير، وعمل لسنوات في الصحافة، كما عرف عنه اهتمامه بدراسة التراث، وتوثيقه لسيرة حياته بوصفه فردًا في جماعة السلفية المحتسبة التي قادها جهيمان العتيبي.

## الإصدارات
- (حرق الكتب في التراث العربي) صدر عن دار الجمل عام 2002م.[5]
- (أيام مع جهيمان: كنت مع الجماعة السلفية المحتسبة) صدر عن الشبكة العربية للأبحاث والنشر عام 2010م.ويروي في الكتاب سيرة حياته بوصفه فرداً في الجماعة السلفية المحتسبة من تشكلها على يد جهيمان العتيبي، إلى مرحلة الانشقاقات في داخلها، وصولاً إلى ذروة الحكاية وهي احتلال الحرم شهر محرم عام 1400هـ، من خلال تتبع تفاصيلها على لسان أحد مقتحمي الحرم من رفقاء الحزيمي في سجنه.[6]
- (قصة وفكر المحتلين للمسجد الحرام) [بالاشتراك مع أحمد عدنان ومنصور النقيدان] صدر عن مركز المسبار للدراسات عام 2011م.[7]
- (من كلام العامة في الزبير) صدر عن دار الجمل عام 2014م.[8]
- (التقميشات الصغرى) صدر عن منشورات الانتشار العربي عام 2018م.[9][4]